# 梟巢喋血戰
《梟巢喋血戰》（英語：The Maltese Falcon）是一部1941年美國黑白電影、警匪片、動作片，由約翰·休斯頓執導，亨弗莱·鲍嘉等主演。
本片獲得第14屆奧斯卡最佳影片、最佳男配角、最佳劇本獎提名。

## 故事
《梟巢喋血戰》故事改編自《黑面具》雜誌長篇連載同名推理小說，是最早以現代都市為背景的偵探片原型。
1940年有人向舊金山私家偵探Spade提出尋人要求，冷靜的Spade漸漸捲入馬爾他之鷹的懸案...... 
Gutman手下之一是心機頗深的女性Brigid取得馬爾他之鷹後卻想殺害同伴後獨吞，並套取單身偵探Spade的同情。Gutman當然也不是省油的燈，他親自到舊金山處理，乾脆開出更高的行情雇請Spade協助取得馬爾他之鷹，當Brigid在香港取得的馬爾他之鷹經由不知情的貨輪抵達舊金山，Spade / Brigid / Gutman三方如何擺平？

## 演員
- 亨弗萊·鮑嘉 as Sam Spade
- 瑪麗·阿斯特 as Brigid O'Shaughnessy
- 葛拉蒂絲·喬治 as Iva Archer
- 彼得·羅 as Joel Cairo
- 悉尼·格林斯特里特 as Kasper Gutman
- 巴顿·麦克莱恩 as Lieutenant Dundy
- 沃德·邦德 as Det. Sgt. Tom Polhaus
- 李·派翠克 as Effie Perrine
- 杰罗姆·科恩 as Miles Archer
- 小伊莱莎·库克 as Wilmer Cook
- 沃尔特·休斯顿 as Captain Jacobi

## 評價
《梟巢喋血戰》榮登AFI百年百大電影第31名。

## 相關
亦曾拍成美國電視連續劇及英國BBC連續廣播劇。